# Sennevoy-le-Bas
Sennevoy-le-Bas è un comune francese di 120 abitanti situato nel dipartimento della Yonne, nella regione della Borgogna-Franca Contea.

## Società

### Evoluzione demografica
Abitanti censiti